# Bliss (песня)
Bliss — песня британской альтернативной рок-группы Muse с их второго альбома Origin of Symmetry (2001).
 Была выпущена третьим синглом с этого альбома.
Мэттью Беллами говорил, что «Bliss» — его любимая песня, «потому что в ней задействуются арпеджио 80-х и клавишные, что напоминает мне о музыке, которую я слышал на небольшом детском музыкальном утреннике, когда мне было пять лет. И это напоминает мне о том времени, когда я был немного более простым…»
Крис Уолстенхолм сказал: «Мы всегда любили играть эту песню вживую. Это одна из тех песен, которая, будучи сыгранной на концерте, даже если вы знаете, что у вас плохой гиг — будет песней, которая доставит удовольствие публике».
Впервые исполнилась на фестивале Bizarre в 2000 году. Играется на концертах: с 2000 по 2006 год В OOS туре игралась последней, а на сцену падали шары из сериала Prisoner.

## Список композиций
CD
1. «Bliss» — 4:14
2. «The Gallery» — 3:32
3. «Screenager»(концертная запись) — 4:00
4. «Bliss» (клип) — 4:14

CD (только для Франции)
1. «Bliss» — 4:14
2. «Screenager» (концертная запись) — 4:00

Maxi-CD
1. «Bliss» — 4:14
2. «Hyper Chondriac Music» — 5:30
3. «New Born» (концертная запись) — 5:57
4. «Making of Bliss» (видео)

7" винил
1. «Bliss» — 4:14
2. «Hyper Chondriac Music» — 5:30

DVD (ограниченная версия)
1. "Bliss (аудио) — 4:14
2. «Photo gallery»
3. «Lyrics»
4. «Discography»
5. «Making of Bliss» (видео)

Promo
1. «Bliss» (Radio Edit)